# 西倉瑞博
西倉 瑞博は（にしくら みずひろ、1962年（昭和37年）5月16日 - ）は大阪府出身の整体師。

## 来歴
浪商学園体育科卒業（ラグビー部全国大会出場）。他業種を経て頭蓋骨矯正に出会い、小顔矯正などの骨格整体院を開く。2014年よりサンミュージックに文化人として所属していた。

## 著書
- 骨を動かすと必ずやせる（幻冬舎）2010年3月
- 骨格動かしダイエット（ネコ・パブリッシング）2010年5月
- 西倉式骨盤フィットクッション座るだけダイエット（主婦と生活社）2011年12月
- 背骨補正クッションダイエット（ワニブックス）2012年4月
- 西倉式骨圧メソッド小顔バンド（角川マガジンズ）2012年5月
- 西倉式小顔メソッド（マガジンハウス）2012年6月
- 仙骨・骨盤矯正ベルト　巻いて寝るだけダイエット（主婦と生活社）2013年3月
- 首コリ解消まくら（主婦と生活社）2014年5月
- 骨盤矯正インソール（主婦と生活社）2014年9月
- 肩甲骨ダイエット枕（主婦の友社）2014年10月
- ふくらはぎもみ押しサポータ（主婦と生活社）2014年12月
- 首コリ解消まくら 2014年5月
- 骨盤矯正インソール 2014年9月
- 肩甲骨・骨盤ダブルベルト5分装着ダイエット 2015年6月